# Assam-Erdbeben 1950
Das Assam-Erdbeben von 1950 oder Assam-Tibet-Erdbeben von 1950, auch einfach Assam-Erdbeben oder Medog-Erdbeben (chinesisch 墨脱大地震/察隅地震 nach dem tibetischen Kreis Metog Dzong) ereignete sich am 15. August 1950. Es hatte eine Magnitude MW von 8,6. Es ist das stärkste registrierte Erdbeben an Land.
Das Epizentrum lag in der Nähe der Ortschaft Rima in einem sowohl von der Volksrepublik China als auch von Indien beanspruchten Grenzgebiet. Die nächstgelegene Ortschaft Rima liegt in Tibet; dennoch ist das Erdbeben als Assam-Erdbeben bekannt. Das Beben war eines der wenigen instrumentell registrierten Erdbeben mit einer Magnitude größer als 8,5. Ursprünglich wurde die Magnitude mit 8,7 angegeben, nachfolgende Auswertungen korrigierten die Zahl auf 8,6.

## Auswirkungen
Das Erdbeben verursachte starke Schäden in Tibet wie auch im benachbarten indischen Bundesstaat Assam und zog den Tod von 1526 Menschen nach sich.
In den Arbor Hills wurden 70 Dörfer zerstört, dort wurden 156 Opfer aufgrund von Erdrutschen gezählt. Einige der Rutschmassen erzeugten Dämme und stauten Nebenflüsse des Brahmaputra auf. Während ein solcher Damm im Dibang-Tal ohne weitere schwere Folgen brach, forderte der Subansiri-Dammbruch acht Tage nach dem Hauptbeben 532 Opfer. Möglicherweise war die Opferzahl weitaus höher als berichtet, da Zweifel daran bestehen, ob die Opfer in Tibet bei der Angabe der Zahl der Opfer berücksichtigt wurden. Es wurde von Sandvulkanen, Erdspalten und großflächigen Erdrutschen berichtet. Im Mêdog-Gebiet rutschte das Dorf Yedong in den Yarlung Zangbo (Brahmaputra) und wurde weggespült. Das Beben wurde noch in Kalkutta, Lhasa, Sichuan und Yunnan gespürt, und erzeugte noch in England und Norwegen Seiche in einigen Seen.
Im Vergleich zum vorigen starken Erdbeben in Assam im Jahr 1897 waren die materiellen Verluste deutlich höher. Im Verein mit den Bewegungen des Erdbodens richteten Flutereignisse großen Schaden an, weil die Flüsse anstiegen und ein Gemisch von Sand, Schlamm, Bäumen und sonstigem Schutt heranführten.
Bei Überfliegungen berichteten die Piloten von großen Veränderungen des Geländes, die vor allem auf Erdrutsche zurückzuführen waren. Der einzige vorliegende Augenzeugenbericht ist der von Francis Kingdon-Ward, einem Botaniker, der sich zur Zeit des Erdbebens in Rima aufhielt. Er hatte nur wenig Zeit für detaillierte Beobachtungen, da er ganz von seinen Versuchen in Anspruch genommen war, die Gegend zu verlassen und nach Indien zurückzukehren. Dennoch bestätigte er heftige Bodenerschütterungen in Rima, starke Geräusche, ausgedehnte Erdrutsche und das Ansteigen der Flüsse.
Es gab zahlreiche Nachbeben, viele davon mit Magnituden oberhalb von sechs, die auch von weit entfernten Erdbebenstationen registriert wurden. Der indische Erdbebendienst konnte aus den empfangenen Daten eine große geographische Verbreitung der Nachbeben-Aktivität bestimmen, die sich zwischen 90 und 97° östlicher Länge ereigneten. Das große Erdbeben lag am östlichen Ende des so bestimmten Verbreitungsgebietes. Eines der westlichen Nachbeben, das sich einige Tage nach dem Hauptbeben ereignete, wurde in Assam stärker wahrgenommen als dieses.